# Bön (kristendom)

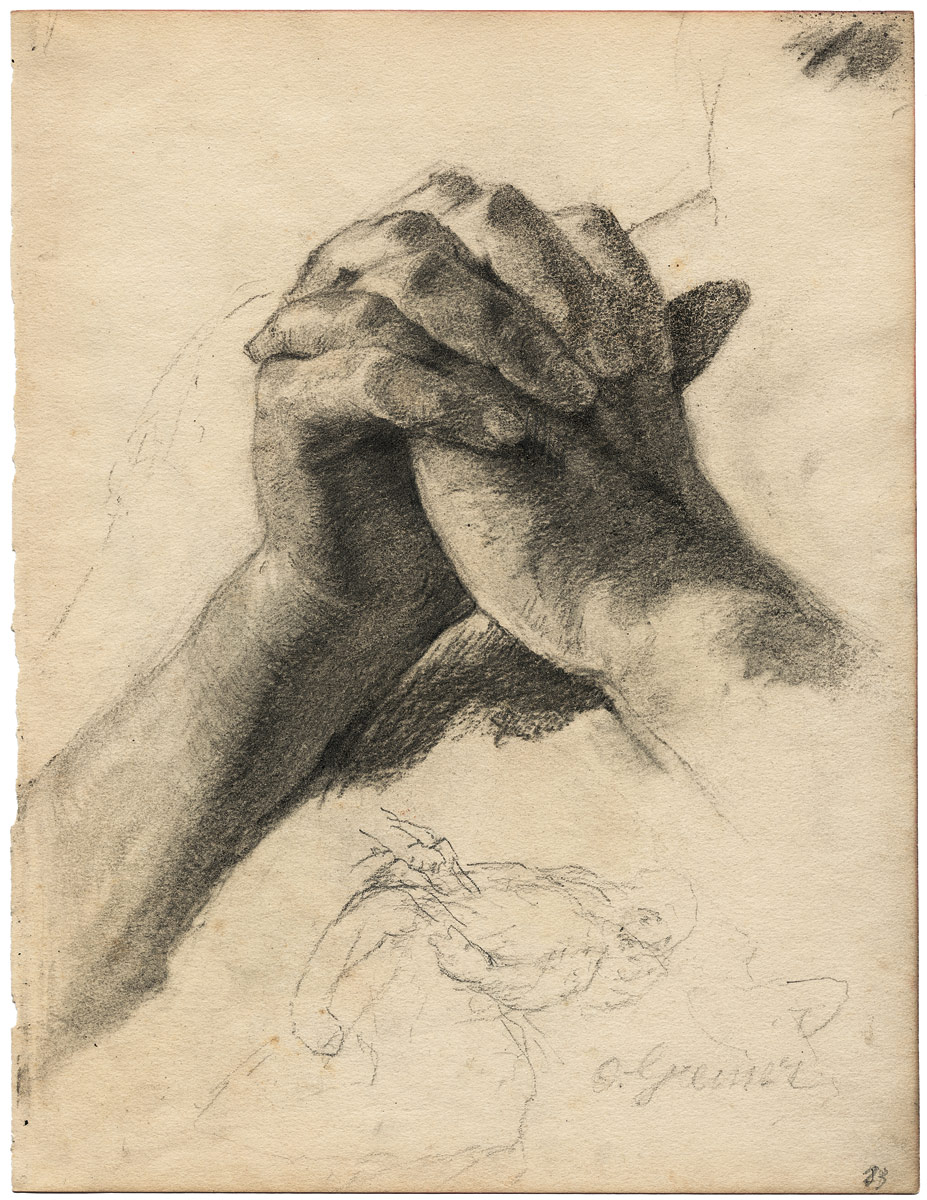
Händer knäppta i bön, av Otto Greiner, omkring år 1900

Bönen är inom kristendomen dialogen mellan den troende och Gud. Bönen kan ske på flera olika sätt, fast sker dock nästan alltid "i Jesus namn", det vill säga att den som ber åberopar sig på Jesus, enligt kristen tro Guds son och den utlovade Kristus/Messias. En vanlig modell för kristen bön är Herrens bön (Vår Fader) som tillsammans med Jesusbönen används i nästan alla samfund. 
Den kristna bönen är först och främst inte begär och krav på Gud, utan hjärtats samtal med Gud. Den som ber befinner sig inför Gud och får tala med honom, vilket kan ske både med och utan ord. En kristen kan tala med Gud om allt och be allt som hjärtat önskar, till exempel om förlåtelse eller hjälp i svåra situationer. Den kanske viktigaste delen av bönen är att visa tacksamhet inför Gud. Vissa böner kan emellertid sakna individualistiskt perspektiv och tros ske i gemenskap med alla kristna i himlen och på jorden. Även den enskilda andakten är en form av bön, tillsammans med kyrkan. Därför är också förbönen central, det vill säga att man ber för andra. Förböner är vanliga inom de flesta Kristna kyrkor och samfund.
Viktiga inslag i enskild bön är meditation (vila inför Gud) och anfäktelse (konfrontation med Gud). Det är vanligt att bönen har sin utgångspunkt i bibelläsning eller i en bönbok, till exempel Psaltaren, tidegärden (särskilt praktiserad i kloster och bland präster), Den svenska psalmboken eller Oremus. Bönen betraktas då inte som den enskildes prestation; hjärtats samtal med Gud utgår från Guds tilltal. Bibeltexten som läses, läses "i bön" eller "som bön". De tankar, behov med mera som texten väcker hos den enskilde blir hennes samtal med Gud. Denna bibelmeditation är den vanligaste böneformen för enskilda i den lutherska och anglikanska traditionen.
Den kristna gudstjänsten i högmässans form har karaktär av bön, där förståelsen är att församlingen befinner sig inför Gud.

## Enskild bön

### Romersk-katolsk tradition
Katolska präster är förpliktigade att be tidegärden, vilket innebär bön minst fyra gånger om dagen. Även många lekmän ber tidegärden eller andra morgon- och aftonböner samt bordsbön. Vanliga böner är Herrens bön, Ave Maria och Gloria Patri . I Sverige brukas allmänt Stockholms katolska stifts bönbok Oremus.

### Anglikansk tradition
Anglikanska präster är förpliktigade till daglig morgon- och aftonbön enligt Book of Common Prayer. Denna innehåller också allmänt brukade böneordningar för lekmännen. Traditionen att recitera De tio budorden, Apostoliska trosbekännelsen och Herrens bön delar den anglikanska kyrkogemenskapen med den lutherska.

### Luthersk tradition
De lutherska kyrkorna har inga bestämmelser för prästernas enskilda böneliv, även om 1686 års kyrkolag förpliktigade svenska präster till regelbunden bibelläsning. En grundförståelse är dock att prästämbetet förutsätter regelbunden bön och främst förbön för andra. Efter mönster från tidegärden krävde Martin Luther att prästerna skulle läsa ur katekesen eller Bibeln och be Herrens bön morgon, middag och kväll. (Jämför Didache). I Svenska kyrkan brukas i allmänhet Bibeln och psalmboken eller tidegärden i prästers och lekmäns böneliv. Morgon- och aftonbön samt bordsbön är normalt.

### Evangelikal tradition
Inte heller de evangelikala samfunden och frikyrkorörelsen har några krav på pastorerna och predikanterna att be. Dock förutsätts det oftast att alla kristna har ett aktivt böneliv, men den fria och uttalade bönen dominerar. Bönböcker förekommer därför sällan; betraktelse- och undervisningslitteratur, som till exempel Dagens lösen eller Bibeln idag, är betydligt vanligare. Genom bland annat Peter Halldorfs försorg har dock tidegärden blivit allt vanligare inom svensk pingströrelse. Lekmän ber i regel daglig aftonbön och bordsbön. Herrens bön beds oftare gemensamt än enskilt.

## Bönemetoder
Inom kristenheten finns även alternativa sätt att be, som anknyter till olika uttryckssätt och metoder: Soaking, Flödesbön, Barnsnödsbön.